# The Getaway (album)
Pour les articles homonymes, voir The Getaway.
Albums de Red Hot Chili Peppers
I'm with You
(2011)  Unlimited Love (2022)
Singles
1. Dark Necessities
Sortie : 5 mai 2016
2. Go Robot
Sortie : 8 septembre 2016
3. Sick Love
Sortie : 4 décembre 2016
4. Goodbye Angels
Sortie : 4 avril 2017

The Getaway est le onzième album studio des Red Hot Chili Peppers, sorti le 17 juin 2016 sous le label Warner Bros. Records. Il s'agit du second et dernier album du groupe avec Josh Klinghoffer en tant que guitariste. Il est produit par Danger Mouse, qui succède à Rick Rubin après vingt-quatre ans de collaboration avec le groupe.
Le premier single de The Getaway, intitulé Dark Necessities paraît le 5 mai 2016. Deux autres chansons sont dévoilées avant la sortie de l'album, sans pour autant faire l'objet de singles : The Getaway, le 26 mai 2016 et We Turn Red le 10 juin 2016. En un mois, trois morceaux sont donc connus à une semaine de la sortie de l'album.
Le deuxième single extrait est Go Robot le 8 septembre 2016. Deux autres suivront : Sick Love le 4 décembre 2016 et Goodbye Angels le 4 avril 2017.

## Fiche technique

### Liste des titres
Toutes les chansons sont écrites et composées par Anthony Kiedis, Flea, Chad Smith et Josh Klinghoffer sauf mention contraire.
| 1.  | The Getaway (26 mai 2016)     | Anthony Kiedis, Flea, Chad Smith, Josh Klinghoffer, Brian Burton | 4:10 |
| 2.  | Dark Necessities (5 mai 2016) | Kiedis, Flea, Smith, Klinghoffer, Burton                         | 5:02 |
| 3.  | We Turn Red                   | Kiedis, Flea, Smith, Klinghoffer, Burton                         | 3:20 |
| 4.  | The Longest Wave              |                                                                  | 3:31 |
| 5.  | Goodbye Angels (4 avril 2017) |                                                                  | 4:28 |
| 6.  | Sick Love (4 décembre 2016)   | Kiedis, Flea, Smith, Klinghoffer, Elton John, Bernie Taupin      | 3:41 |
| 7.  | Go Robot                      |                                                                  | 4:23 |
| 8.  | Feasting on the Flowers       | Kiedis, Flea, Smith, Klinghoffer, Burton                         | 3:23 |
| 9.  | Detroit                       |                                                                  | 3:46 |
| 10. | This Ticonderoga              |                                                                  | 3:35 |
| 11. | Encore                        |                                                                  | 4:15 |
| 12. | The Hunter                    | Kiedis, Flea, Smith, Klinghoffer, Burton                         | 4:00 |
| 13. | Dreams of a Samurai           |                                                                  | 6:09 |

| A1. | The Getaway (26 mai 2016)     | Anthony Kiedis, Flea, Chad Smith, Josh Klinghoffer, Brian Burton | 4:10 |
| A2. | Dark Necessities (5 mai 2016) | Kiedis, Flea, Smith, Klinghoffer, Burton                         | 5:02 |
| A3. | We Turn Red                   | Kiedis, Flea, Smith, Klinghoffer, Burton                         | 3:20 |
| A4. | The Longest Wave              |                                                                  | 3:31 |
| B1. | Goodbye Angels (4 avril 2017) |                                                                  | 4:28 |
| B2. | Sick Love (4 décembre 2016)   | Kiedis, Flea, Smith, Klinghoffer, Elton John, Bernie Taupin      | 3:41 |
| B3. | Go Robot                      |                                                                  | 4:23 |
| C1. | Feasting on the Flowers       | Kiedis, Flea, Smith, Klinghoffer, Burton                         | 3:23 |
| C2. | Detroit                       |                                                                  | 3:46 |
| C3. | This Ticonderoga              |                                                                  | 3:35 |
| D1. | Encore                        |                                                                  | 4:15 |
| D2. | The Hunter                    | Kiedis, Flea, Smith, Klinghoffer, Burton                         | 4:00 |
| D3. | Dreams of a Samurai           |                                                                  | 6:09 |

#### Titres additionnels
Le 16 mars 2022, deux titres inédits, issus des sessions d'enregistrement de The Getaway, fuitent sur Internet et sont publiés sur YouTube.
| No | Titre       | Durée |
| -- | ----------- | ----- |
| 1. | Kaly        | 3:45  |
| 2. | Outer Space | 3:04  |

### Interprètes
- Anthony Kiedis – chant
- Flea – guitare basse (pistes 1 à 11, 13), piano (pistes 2 et 12), trompette (piste 12)
- Josh Klinghoffer – guitare électrique, chœurs, guitare basse (piste 12), piano (pistes 4, 8, 10, 11 et 13)
- Chad Smith – batterie

#### Musiciens additionnels
- Brian Burton – mellotron (piste 3), orgue électronique (piste 8),  synthétiseurs (pistes 1, 5 à 7, 10 à 11 et 13)
- Elton John – piano (piste 6)
- Mauro Refosco – percussions (pistes 6 et 7)
- Anna Waronker – chant additionnel (piste 1)
- Beverley Chitwood – solo vocal (piste 13)
- Daniele Luppi – chef d'orchestre
- Jeremy Levy – préparation des partitions
- Chris Tedesco – contractant du quatuor à cordes
- Peter Kent – 1e violon (pistes 2, 4 et 10 à 12)
- Sharon Jackson – 2e violon (pistes 2, 4 et 10 à 12)
- Briana Bandy – alto (pistes 2, 4 et 10 à 12)
- Armen Ksajikian – violoncelle (pistes 2, 4 et 10 à 12)
- SJ Hasman – contractant de la chorale, chœur (pistes 5 et 12 à 13)
- Beverley Chitwood – chœur (pistes 5 et 12 à 13)
- Alexx Daye – chœur (pistes 5 et 12 à 13)
- David Loucks – chœur (pistes 5 et 12 à 13)
- Kennya Ramsey – chœur (pistes 5 et 12 à 13)
- Matthew Selby – chœur (pistes 5 et 12 à 13)
- Loren Smith – chœur (pistes 5 et 12 à 13)
- Gregory Whipple – chœur (pistes 5 et 12 à 13)

### Équipe de production
- Brian Burton – production
- Nigel Godrich – mixage
- Stephen Marcussen – mastering
- John Armstrong – ingénieur du son
- Samuel Petts-Davies – ingénieur du son
- Kennie Takahasi – enregistrement
- Todd Monfalcone – assistant
- Andrew Scheps – préproduction
- Chris Warren – préproduction
- Greg Fidelman – préproduction

### Direction artistique
- Kevin Peterson – peinture
- Alex Tenta – design et composition
- Steve Keros – photographie

## Certification
| Pays          | Certification |
| ------------- | ------------- |
| France (SNEP) | Or            |